# کره (فیلم ۲۰۲۰)
کره (انگلیسی: Butter) یک فیلم کمدی-درام محصول سال ۲۰۲۰ آمریکا به کارگردانی پل آ. کافمن با بازی میرا سوروینو، میکلتی ویلیامسون، برایان وان هالت، راوی پاتل، آنابت گیش و الکس کرستینگ است. این فیلم بر اساس رمانی به همین نام اثر ارین جید لانگ ساخته شده‌است.
این فیلم در سینماهای منتخب توسط Blue Fox Entertainment در ۲۵ فوریه ۲۰۲۲ منتشر شد.

## داستان
یک دانش آموز دبیرستانی به شدت چاق اهل اسکاتسدیل، آریزونا با نام مستعار «کره» روز به روز بیشتر به سمت خودکشی می‌رود. او نام مستعار خود را از این گرفت که چند سال پیش توسط یک قلدر به نام جرمی استرانگ مجبور به خوردن یک چوب کامل کره شد. تنها لذت باتر در زندگی به جز غذا خوردن، نواختن ساکسوفون در یک کلوپ جاز با استاد موسیقی خود، پروفسور دان، و چت آنلاین با دوستش، آنا مک گین، است، در حالی که او گربه‌ماهی‌گری نامش را «جی پی» می‌گذارد. تنها فرزند، مادر باتر، ماریان، یک مشاور املاک و مستغلات بیش از حد محافظ است که عادات غذایی ناسالم پسرش را قادر می‌سازد در حالی که پدرش، فرانک، کاپیتان سابق فوتبال است، پس از یک تصادف عجیب و غریب که او را از یک چشم نابینا کرد، دور و سرخورده است.
در مدرسه، تلاش باتر برای متوقف کردن جرمی از آزار و اذیت آنا نتیجه معکوس داشت و نظرات تحقیرآمیز زیادی در وبلاگ مدرسه دریافت کرد. با شروع ماه دسامبر، باتر اعلام می‌کند که در روز سال نو خود را در حال غذا خوردن خواهد بود. این باعث می‌شود که او به سرعت در مدرسه محبوب شود و پیشنهاد برای منوی نهایی او در صفحه وب او انباشته می‌شود. او همچنین با دو همکلاسی خود، ترنت و پارکر، معاشرت را آغاز می‌کند. آنها حتی به باتر کمک می‌کنند تا قبل از پایان آخرین وعده غذایی خود، یک «لیست سطلی» از فعالیت‌های سرگرم‌کننده را برنامه‌ریزی کند. حتی آنا به باتر نزدیک‌تر می‌شود و به او اطمینان می‌دهد که همه فکر می‌کنند او شوخی می‌کند. با بهبود سلامت روان و اعتماد به نفس باتر، اشتهای او به‌طور چشمگیری کاهش می‌یابد.
کره به مهمانی در شب سال نو دعوت شده‌است. بعد از اینکه او آهنگی را که برای آنا نوشته بود روی صحنه می‌نوازد، خودش را JP نشان می‌دهد و آنا شوکه می‌کند. در حالی که سعی می‌کند عذرخواهی کند، آنا به او سیلی می‌زند. باتر به جرمی که مداخله می‌کند مشت می‌زند و آنا را وادار به قطع رابطه با باتر به‌طور کامل می‌کند. با فرا رسیدن نیمه شب، باتر نقشه اصلی خود را از سر می‌گیرد، در حالی که همه در مهمانی جریان او را تماشا می‌کنند. در کمال وحشت همه، باتر با خوردن توت فرنگی دچار آنافیلاکسی می‌شود - آگاهانه آلرژیک است - و آنا با اورژانس تماس می‌گیرد.
باتر چند روز بعد در بیمارستان بیدار می‌شود و از خانواده و آنا عذرخواهی می‌کند. اگرچه آنا دلسوز است، اما هنوز عصبانی است و توضیح می‌دهد که باتر هرگز علاقه ای عاشقانه نداشته‌است. او ناامیدی خود را از فریب باتر ابراز می‌کند که جی پی او بوده‌است. او عکسی برای پروفایل پست نکرد زیرا می‌خواست همان‌طور که هست پذیرفته شود و به خاطر ظاهرش مورد قضاوت قرار نگیرد، این همان چیزی است که او با آن دست و پنجه نرم می‌کند و از قضا با او چه کرد. باتر شروع به شرکت در درمان می‌کند و می‌آموزد که آنچه او از سر گذرانده بود، در تمام مدت به عنوان محبوبیت پنهان شده بود. با این حال، باتر، خانواده‌اش و پزشکش از اینکه متوجه شدند او تنها در دو هفته ۵۰ پوند وزن کم کرده‌است، شگفت‌زده می‌شوند. پدر و مادرش به او نزدیک‌تر می‌شوند و ماریان با سرو کردن وعده‌های غذایی سالم‌تر به او رفتار توانمند خود را متوقف می‌کند.
پس از مرخص شدن باتر از بیمارستان، یک روز آنا به ملاقات او می‌آید و آن دو با هم آشتی می‌کنند. او به او فاش می‌کند که نام اصلی او مارشال است. آنها دوباره با هم دوست می‌شوند، اما باتر بر شیفتگی خود به آنا غلبه کرده‌است. وقتی به مدرسه برمی گردد، همکلاسی‌هایش به گرمی از او استقبال می‌کنند و او را به نام واقعی صدا می‌زنند. پس از گفتگو با پروفسور دان، باتر مشتاقانه منتظر آینده ای موفق به عنوان یک ساکسیفونیست.

## بازیگران
- الکس کرستینگ در نقش کره[۷]
- مک کالی میلر در نقش آنا مک‌گین[۷]
- آدین بردلی در نقش ترنت[۷]
- جک گریفو در نقش پارکر[۷]
- متیو گلد در نقش تاکر اسمیت[۷]
- میرا سوروینو در نقش ماریان[۸]
- میکلتی ویلیامسون در نقش پروفسور دان[۷]
- راوی پاتل در نقش دکتر بین[۷]
- آنابت گیش در نقش دکتر جنیس[۹]
- برایان وان هالت در نقش فرانک[۶]
- مونتی مارکام در نقش دکتر کافمن[۶]
- جیک آستین واکر در نقش جرمی[۱۰]

## تولید
فیلم کره در VOD و سینماهای منتخب توسط Blue Fox Entertainment در ۲۵ فوریه ۲۰۲۲ منتشر شد. این فیلم در جشنواره فیلم و خلاقیت Cinequest و جشنواره فیلم اجتماعی در سال ۲۰۲۰ به نمایش درآمد.

## انتشار

### گیشه
در ایالات متحده و کانادا، این فیلم در اولین هفته اکران خود از ۳۰۸ سالن سینما ۷۳۹۳۷ دلار به دست آورد.

### بازخورد
این فیلم در حال حاضر بر اساس ۱۴ نقد منتقد، امتیاز ۴۳٪ را در راتن تومیتوز دارد.
جان دیفور از «هالیوود ریپورتر» نقدی منفی به این فیلم داد و نوشت: «در حالی که ممکن است برای برخی از بینندگان جوان طنین انداز شود، هرکسی که واقعیتش واقعاً شبیه شخصیت اصلی فیلم باشد، احتمالاً باید جای دیگری را جستجو کند.»
پت پادوآ از "واشینگتن پست" نقدی تا حدودی مطلوبتر نوشت. «کره» پایان افسانه‌ای ندارد، اما هنوز هم در پایان کمی احساس می‌کند، و تعدادی از مونولوگ‌ها شبیه چیزی خارج از اعلان خدمات عمومی به نظر می‌رسند. در نهایت، مانند قهرمان متضادش است. شیرین و دوست داشتنی، و شما آن را آرزو می‌کنید."